# Miss Reino Unido
O Miss Reino Unido é um concurso de beleza que é realizado anualmente no Reino Unido. O concurso, que é muito popular, tem a responsabilidade de enviar uma candidata para que esta possa representar o seu país com beleza e elegância no Miss Universo. O concurso existe desde 1952.

## Vencedoras
| Ano  | Miss Reino Unido     | Colocação              |
| 1952 | Aileen Chase         |                        |
| 1991 | Helen Upton          |                        |
| 1992 | Tiffany Stanford     |                        |
| 1993 | Kathryn Middleton    |                        |
| 1994 | Michaela Pyke        |                        |
| 1995 | Jane Southwick       |                        |
| 1996 | Anita St. Rose       |                        |
| 1998 | Leilani Anne Dowding |                        |
| 1999 | Cherie-Louise Pisani |                        |
| 2000 | Louise Lakin         |                        |
| 2005 | Brooke Johnston      |                        |
| 2006 | Julie Doherty        |                        |
| 2008 | Lisa Lazarous        |                        |
| 2009 | Clair Cooper         |                        |
| 2010 | Tara Vaitiere        |                        |
| 2011 | Chloe Morgan         |                        |
| 2012 | Holly Hale           |                        |
| 2013 | Amy Willerton        | Semifinalista (Top 10) |
| 2014 | Grace Levy           |                        |
| 2015 | Nena France          |                        |
| 2016 | Jaime-Lee Faulkner   |                        |
| 2017 | Anna Burdzy          | Semifinalista (Top 16) |
| 2018 | Dee-Ann Rogers       | Semifinalista (Top 20) |
| 2019 | Emma Jenkins         |                        |